# 松井文太郎
松井 文太郎（まつい ぶんたろう、1868年9月25日（慶応4年8月10日） - 1933年（昭和8年）9月2日）は、日本の政治家。衆議院議員（3期）。

## 経歴
福井県出身。1886年、福井師範学校卒。福井県議、同副議長、福井市議となる。また、生糸羽二重製造業を営み、福井商業会議所副会頭、同会頭、福井県絹織物同業組合長、日本輸出絹、同綿織物各同業組合連合会副組合長、野沢屋輸出店・福井染色・福井織物各取締役社長、白山水力・福井殖産・福井紡績各取締役などを務める。
1915年の第12回衆議院議員総選挙において福井市から立候補したが落選した。1917年の第13回衆議院議員総選挙で初当選。1920年の第14回衆議院議員総選挙では5票差で落選。1924年の第15回衆議院議員総選挙では福井1区から立候補したが次点で落選。1928年の第16回衆議院議員総選挙において福井県全県区から実業同志会公認で立候補して当選し、1930年の第17回衆議院議員総選挙において立憲民政党公認で立候補して当選した。1932年の第18回衆議院議員総選挙に立候補したが辞退したため福井県全県区は無投票当選で決まった。1933年死去。